# Jedi (religion)
Jediism är en nonteistisk religion som uppkommit ur Star Wars-filmerna. I Storbritannien finns det många som säger sig tillhöra jedi och Office for National Statistics har därför tagit upp jedi som en egen religion i folkbokföringen.
Religionen har ingen grundare och ingen egentlig struktur. Däremot finns ett "Temple of the Jedi Order" registrerat i Texas (2005) med ett utarbetat regelsystem, "The 16 Teachings of the Jedi".

## Erkännande av religionen
2001 uppgav 390 127 personer i England och Wales att jediism var deras tro. Antalet hade sjunkit till 176 632 personer 2011.